# Masque de Côte d'Ivoire
Pour les articles homonymes, voir Masque (homonymie).

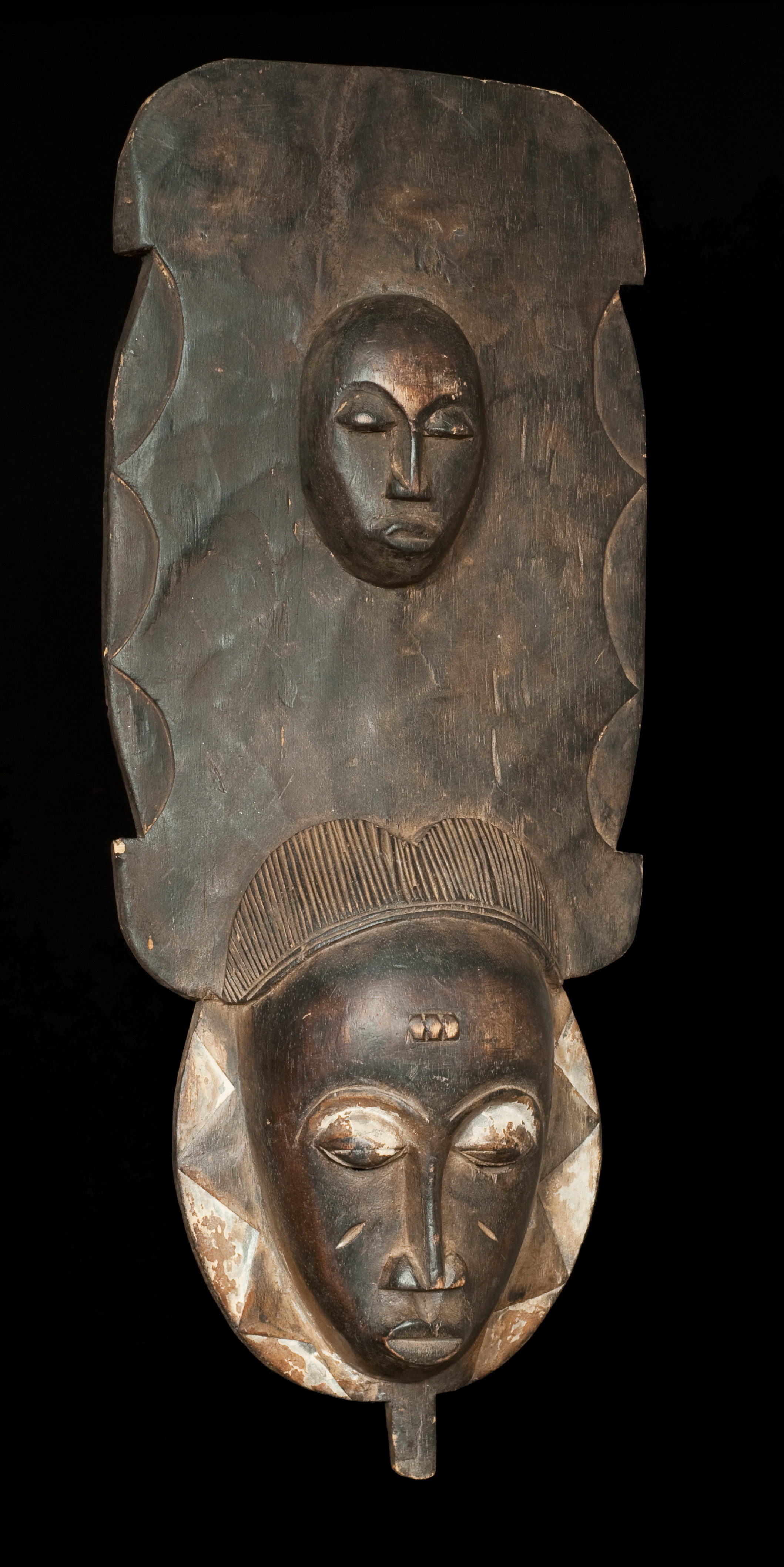
Masque Baoulé.

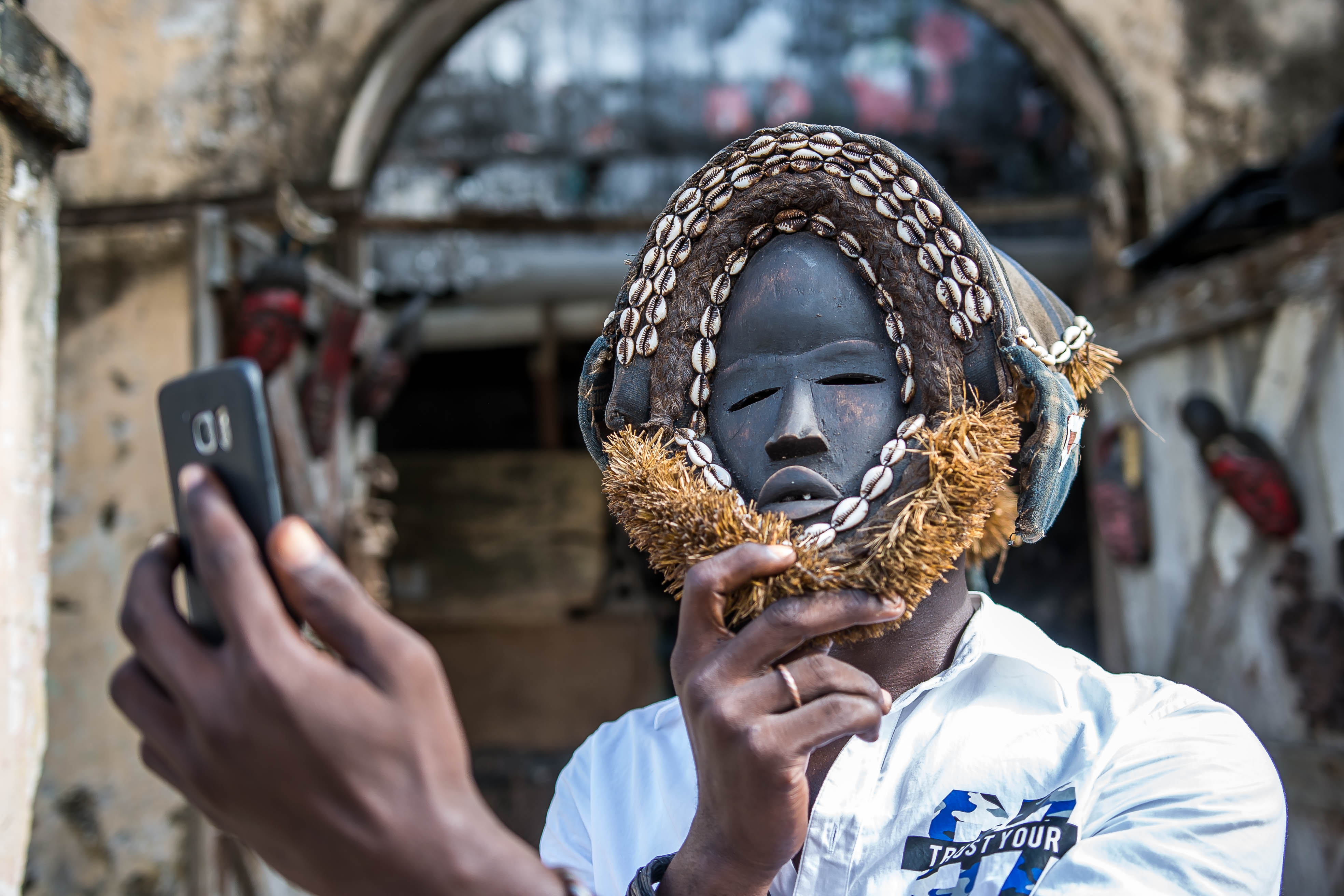
Masque ivoirien à l'ère du selfie (2019).

Les masques africains au nord du golfe de Guinée jouent un rôle important, souvent immémorial, lors de certains rituels précis et autres cérémonies traditionnelles, culturelles ou religieuses : ceux de la Côte d'Ivoire n'échappent pas à cette règle et présentent une diversité remarquable.

## Rôles et commerce
Le masque africain est un auxiliaire liturgique ayant pour mission essentielle d’actualiser les événements du mythe de la création et d’en figurer les principales déités, c'est-à-dire faciliter les contacts de communion de l’homme avec le sacré.
Il intervient dans les décisions politiques, accompagne les semailles et les récoltes, punit les coupables.
À l'époque coloniale, ils ont fait l'objet de véritables autodafés organisés par des missionnaires pour éradiquer l'emprise psychologique des féticheurs sur les populations, ceux-ci exigeant toujours des dons pour ne pas jeter de sort.
Comme la plupart des pays africains, la Côte d'Ivoire n'autorise pas et n'a jamais autorisé l'exportation des « masques authentiques ». De surcroît, une résolution prise par l'UNESCO interdit, depuis le début des années 1990, de faire sortir masques et statues du continent africain.

## Types de masques

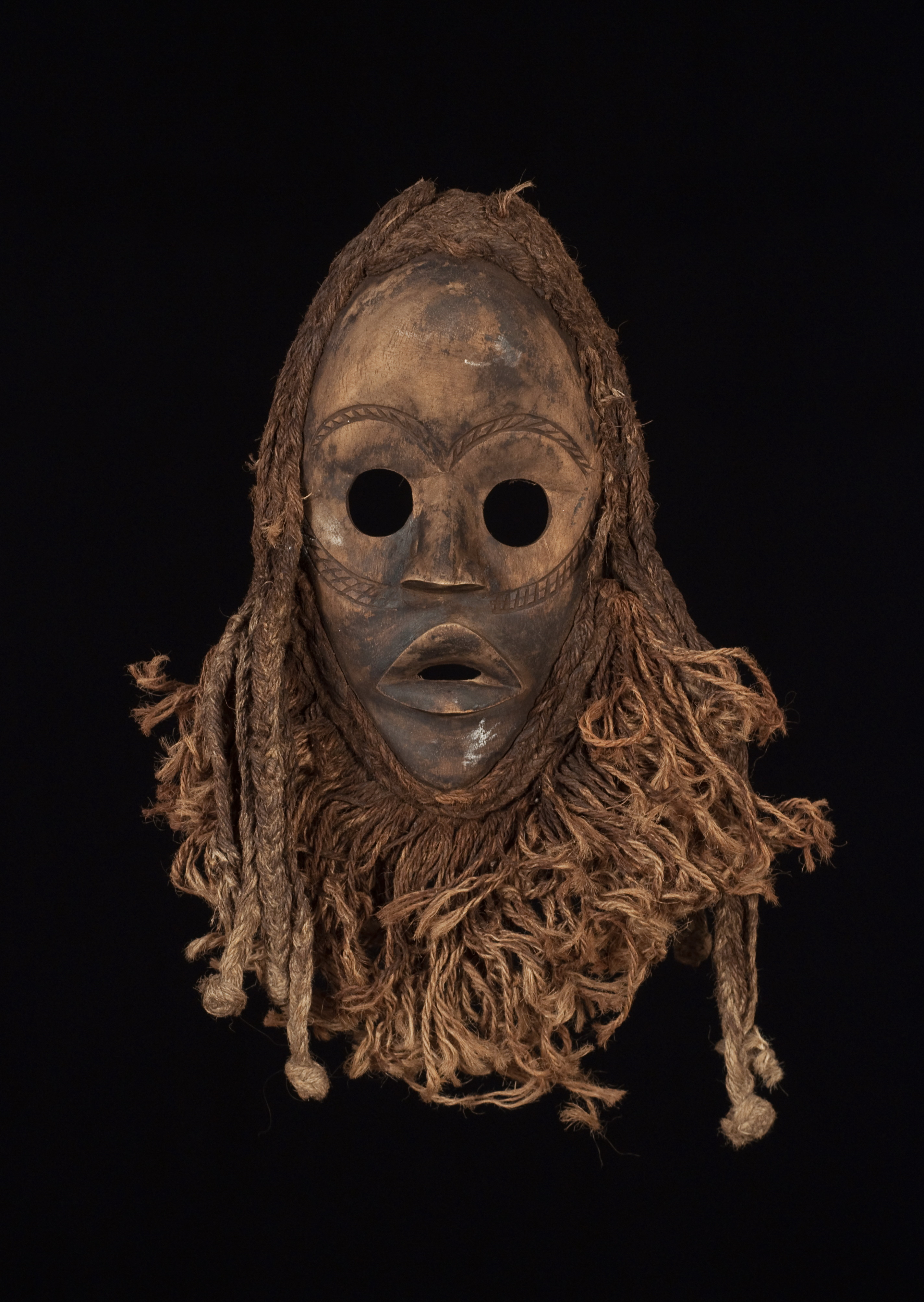
Masque dan

### Masques baoulés
Le masque baoulé se décline en une multitude de formes et de styles correspondant à des significations et des caractéristiques précises de cette ancienne culture orale rigoureuse, autrefois support de la religion locale. Citons parmi les plus célèbres en termes de beauté et d'importance culturelle liée à la danse, à des cérémonies culturelles et autres festivals, à des événements rituels etc. du peuple Baoulé de Côte d'Ivoire :
- Les masques associés aux cérémonies Goli, sortes de festivals célébrés pour honorer anciens et ancêtres, et favoriser la paix et la prospérité dans les communautés.
- Les masques Mblo qui apparaissent lors des danses de divertissement, et envahissent les nombreuses cérémonies festives.
- Les masques Kpan, rituellement préparés, qui restent associés à des cérémonies de divination et de guérison.
- Les masques Kple Kple qui sont employés lors des cérémonies funéraires pour honorer les défunts. Ils peuvent être considérés parmi les masques les plus simples, certains kple kple montrant essentiellement un cercle avec un minimum d'yeux, de bouche et de cornes, ce qui les fait interpréter en masques associés à des esprits mineurs[3].

### Masques dan
À l'ouest du pays, dans la région de Man et Touba, les Dans sont créateurs d'un style de masque particulier, de forme ovoïde, parfois orné de cauris.

### Masques neyo
Dans la région dite du Trépoint, près de Sassandra et Dagbego, dans la région du Bas-Sassandra, ont été organisés en 2004 des festivals de masques Neyo.

### Masques ouan

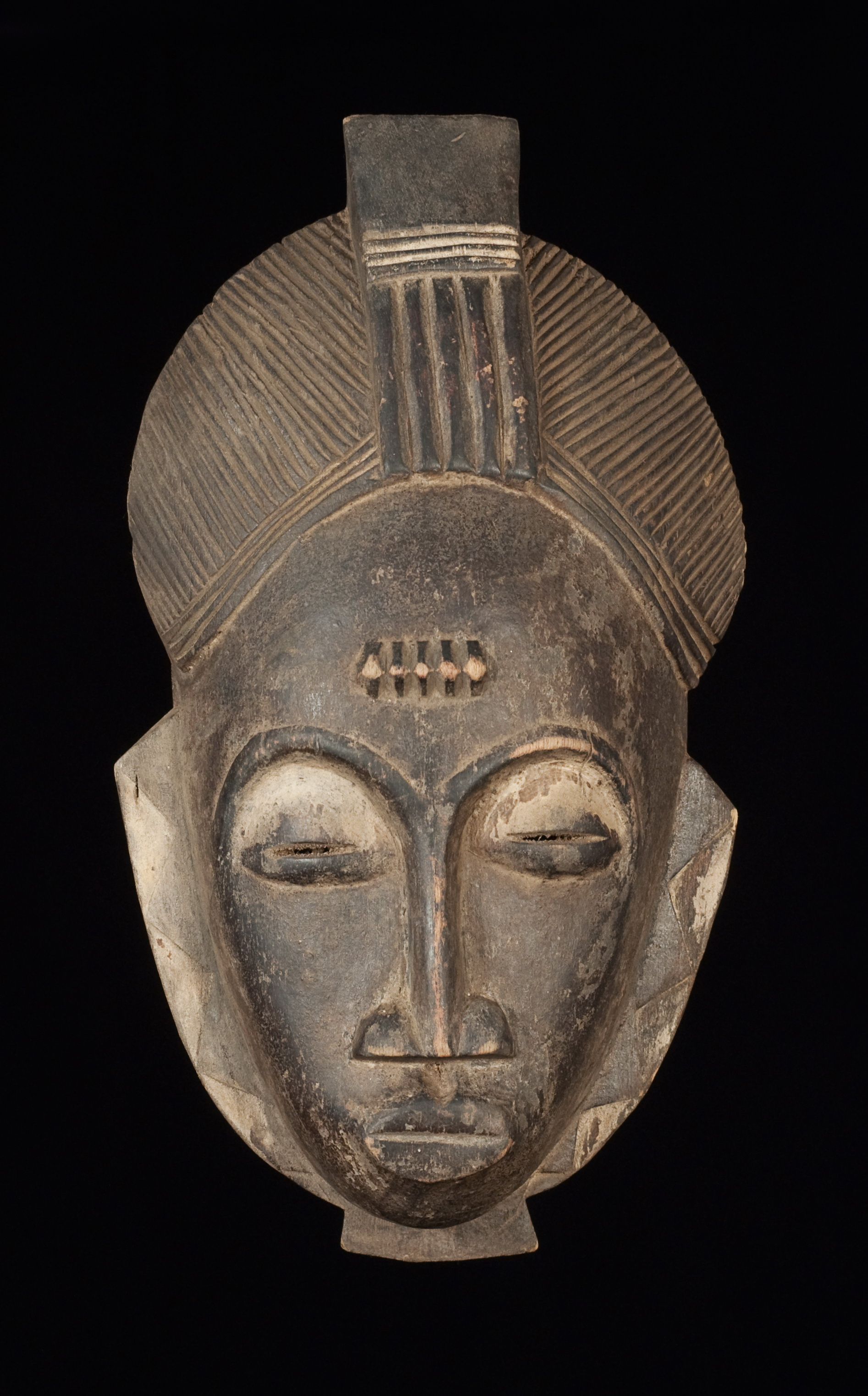
Masque ouan de la région de Béré

L'institution du masque n'existait pas chez les Baoulés avant la migration qui les a conduits du Ghana en Côte d'Ivoire sous la conduite de la Reine Pokou.
Goli, masque d'origine Ouan, est un masque-heaume en forme de tête de buffle qui ne sort que pour les grandes occasions. Il est aussi le père de Kplé-Kplé. Goli est une divinité protectrice. Il fait partie des grands masques Ouan. Le Goli et le Kplé-Kplé sont Mandé Sud.
Le porteur du masque Goli est un initié plongé dans un sommeil hypnotique. Son costume se compose d'une grande cape, d'une jupe en fibres de raphia, de grelots aux pieds et il porte une peau de panthère sur le dos.
Les masques-heaumes en forme de gros animaux sont appelés djéli. Ces masques de danse incarnent un des dieux les plus terrifiants. Le terme Amuin désigne un art religieux qui englobe tous les pouvoirs et les objets soumis au sacrifice sanglant (en général des poulets) et qui peut entraîner la mort de quiconque offenserait ses lois. La forme de ces masques, leurs noms et l'ordre des danses où ils sont portés varient d'un village à l'autre, mais ils ne doivent pas être vus par les femmes et les étrangers. Leurs danses, exécutées lors des funérailles des hommes ou pour assurer la protection du village, durent en général toute la nuit. Ils ont leurs sanctuaires dans la forêt. Le masque Goli glin, ainsi que les observances religieuses qui lui sont associées, est identifiée à la virilité, à la forêt, à la rudesse de la nature. Il personnifie la nature dangereuse et implacable.

### Masques sénoufo

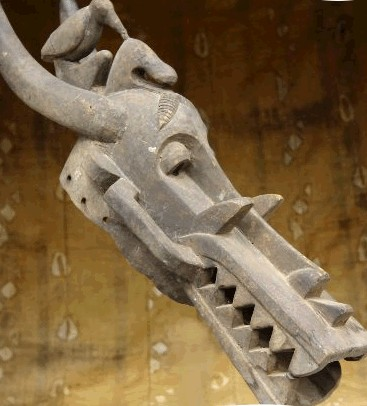
Masque sénoufo « Wanyugo »

Chez les Sénoufos, les masques représentent aussi bien le corps humain que certains animaux (serpents, crocodiles, caméléon) dont le grand calao qui joue un rôle essentiel dans la liturgie de ce peuple du nord du pays, dans la région des Savanes, autour des villes de Boundiali, Tingréla et Korhogo.
Pendant le Poro, rite initiatique des jeunes Sénoufos d'une durée de 7 ans, les masques utilisés sont souvent à visage humain et de petite taille. À l'occasion de cérémonies particulières, les masques peuvent être d'une très grande complexité en associant bois, raphia, plumes, feuilles sur des motifs humains et animaliers.
Les masques-heaumes zoomorphes sont appelés wanyugo et sont utilisés dans le cadre du Poro.
Les masques-heaumes kponyugo sont utilisés dans les cérémonies funéraires.
Les masques kpélyésont utilisés lors des funérailles. Les danses durent en général toute la nuit.
Les petits masques gondjoh ou gondoh étaient utilisés pour vénérer les ancêtres, en particulier la puissante Kolotyolo.

### Masques yohouré
Chez les Yohourés, les masques servent à influencer les forces surnaturelles considérées comme responsables des maux des hommes et de leur prospérité. Ils sont interdits aux femmes. Les masques Yohouré sont en général entourés d'une bordure dentelée. Les Yohourés font danser 7 masques lors des funérailles.

### Masques gouro
Le masque zaouli est un synthèse des deux autres masques gouro : le boulou et djela.

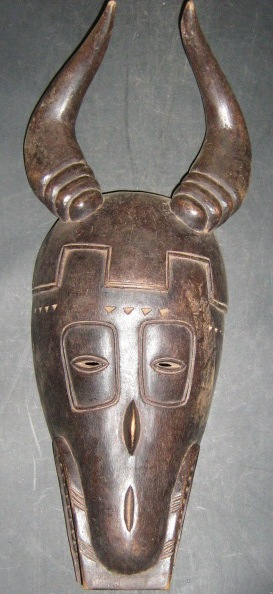
Masque gouro

### Masques bété

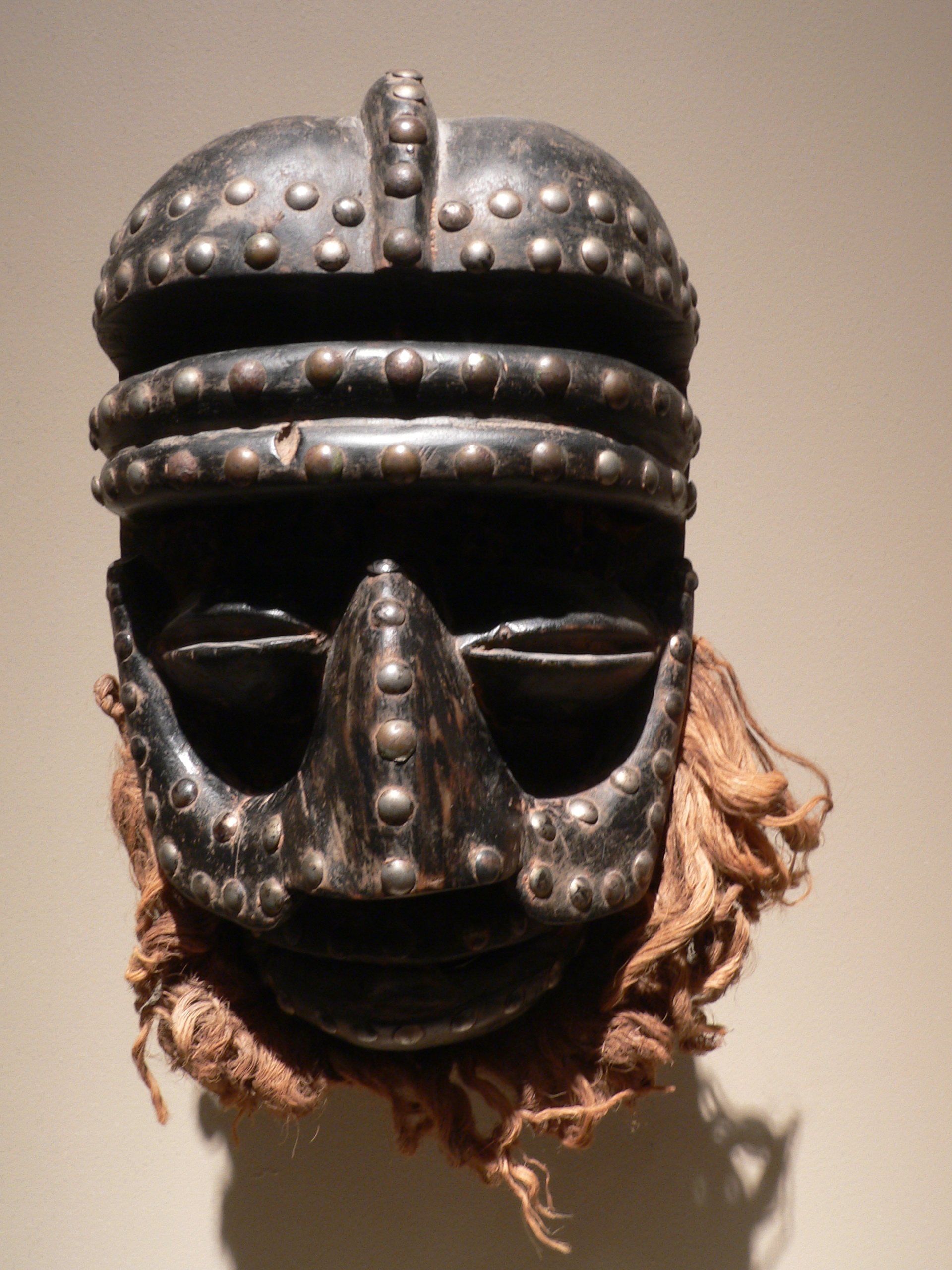
Masque bété (XXe siècle)

### Autres masques
- Masques Guéré